# ستيفن فاهي
ستيفن فاهي (مواليد 10 يناير 1978) هو سبّاح من برمودا، مثّل بلاده في الألعاب الأولمبية الصيفية 2000.

## روابط خارجية
ستيفن فاهي على موقع الاتحاد الدولي للسباحة (الإنجليزية)
- ستيفن فاهي على موقع أوليمبيديا (الإنجليزية)
- ستيفن فاهي على موقع اتحاد ألعاب الكومنولث (مؤرشف) (الإنجليزية)